# Caladenia pectinata
Caladenia pectinata là một loài thực vật có hoa trong họ Lan. Loài này được R.S.Rogers mô tả khoa học đầu tiên năm 1920. Loài địa lan này là đặc hữu vùng tây nam bang Tây Úc. Tên gọi thông dụng trong tiếng Anh là King Spider (Nhện vua).